# Ippa vacivella
Ippa vacivella är en fjärilsart som beskrevs av Walker 1864. Ippa vacivella ingår i släktet Ippa och familjen äkta malar. Inga underarter finns listade i Catalogue of Life.